# Nick Leddy
Nicholas Michael "Nick" Leddy, född 20 mars 1991 i Eden Prairie, Minnesota, är en amerikansk professionell ishockeyspelare som spelar för St. Louis Blues i NHL. 
Han har tidigare spelat på NHL-nivå för Detroit Red Wings, New York Islanders och Chicago Blackhawks. Leddy listades som 16:e spelare totalt i NHL-draften 2009 av Minnesota Wild.
Den 12 februari 2010 bytte Minnesota Wild bort Nick Leddy och Kim Johnsson till Chicago Blackhawks i utbyte mot backen Cam Barker. Blackhawks motiverade bytet med att man var tvungna att förbereda sig inför arbetet med lönetaket. Man valde att byta bort den talangfulle backen Barker mot en rutinerad veteran med utgående kontrakt och en lovande junior. Nick Leddy ansågs vara en stor backtalang med både offensiva och defensiva egenskaper, framför allt har han potential att bli en power play-back.
Under säsongen 2010–11 fick Leddy chansen flera gånger att spela i Blackhawks A-lag. Både på grund av att andra backar blev skadade men också för att bredden i Blackhawks inte var lika stor som tidigare säsonger. Under sin debutsäsong gjorde han 4 mål och 7 poäng på 46 matcher. Leddy hann också med att spela 23 matcher för Blackhawks farmalag Rockford IceHogs, där gjorde han 2 mål och 10 poäng på 23 matcher. 
Han vann Stanley Cup med Chicago Blackhawks 2013. 

## Privatliv
Nick Leddys far, Mike Leddy, var en framgångsrik Broomballspelare på 1980- och 90-talet, med flera amerikanska mästerskap för Rockets från Minneapolis. 